# Гранти Президента України для підтримки наукових досліджень молодих учених
Гранти Президента України для підтримки наукових досліджень молодих учених — фінансова підтримка державою молодих науковців України, що надається з метою вирішення їхніх актуальних проблем, забезпечення активної участі науковців у реалізації державної політики у сфері наукової та науково-технічної діяльності, збереження і розвитку інтелектуального потенціалу. Максимальний розмір кожного гранту не перевищує:
- 90 000 грн. для докторів наук, вік яких не перевищує 35 років;
- 75 000 грн. для докторантів, вік яких не перевищує 33 років;
- 60 000 грн. для кандидатів наук, вік яких не перевищує 30 років.

## Історія
Гранти встановлені з 2003 р. у кількості:
- 7 грантів для докторів наук, вік яких не перевищує 35 років;
- 20 грантів для докторантів, вік яких не перевищує 33 років;
- 50 грантів для кандидатів наук, вік яких не перевищує 30 років,

згідно з Указом Президента України «Про додаткові заходи щодо підтримки молодих учених» від 9 квітня 2002 р. № 315/2002:
|  | Заснувати з 2003 року щорічні гранти Президента України для підтримки наукових досліджень молодих учених |

## Призначення
Гранти можуть одержати молоді науковці, вік яких на момент подання заявки складає:
- до 35 років для докторів наук;
- до 33 років для докторантів;
- до 30 років для кандидатів наук.

Гранти надаються як на проведення запланованих наукових досліджень, так і тих, що вже проводяться (в тому числі й тих, на які гранти вже надавалися).
Для участі в конкурсі на одержання гранту претендент подає до 20 лютого до Міністерства освіти і науки України заявку, що включає:
- план наукових досліджень;
- мету, способи здійснення й очікувані результати досліджень, прогноз їхнього використання;
- інформаційну довідку про головних виконавців наукових досліджень;
- кошторис;
- гарантійний лист підприємства (установи, організації), що зобов'язується забезпечити проведення наукових досліджень.

Розгляд заявок здійснюється Державним фондом фундаментальних досліджень Міністерства освіти і науки України. Міністерство ж подає пропозиції щодо надання грантів на розгляд Кабінетові Міністрів України. Саме призначення грантів здійснює Президент України за поданням Кабміну.

## Одержувачі
| Роки            | 2004                                              | 2005 | 2006 | 2007 | 2008                                              | 2009 | 2010 | 2011 | 2012 |
| --------------- | ------------------------------------------------- | ---- | ---- | ---- | ------------------------------------------------- | ---- | ---- | ---- | ---- |
| Кількість, осіб | 58 [Архівовано 5 березня 2016 у Wayback Machine.] | 57   | н/п  | 77   | 71 [Архівовано 5 березня 2016 у Wayback Machine.] | 72   | н/п  | 64   | 65   |

## Фінансування
Фінансування витрат, пов'язаних з виплатою грантів, здійснюється за рахунок Державного бюджету.
Після призначення гранту між Міністерством освіти і науки України, одержувачем гранту та підприємством (установою, організацією), що зобов'язується забезпечити проведення наукових досліджень, укладається договір. Надані одержувачу кошти перераховуються на рахунок підприємства поетапно частинами, визначеними в договорі.
Оподаткування коштів, одержаних у вигляді гранту, здійснюється у визначеному законодавством порядку.